# Кузнецов, Василий Михайлович
Василий Михайлович Кузнецов (1910—1997) — советский лётчик минно-торпедной авиации Военно-Морского флота в Великой Отечественной войне, Герой Советского Союза (6.03.1945). Полковник (24.05.1952).

## Биография
Родился 9 января 1910 года в селе Кострица (Кострицы) (ныне населённый пункт не существует, располагался на территории современного Оленинского района Тверской области). После окончания средней школы и трёх курсов железнодорожного рабфака в 1926 году переехал в Ленинград, где работал грузчиком.
В октябре 1930 года был призван на срочную службу в Военно-морской флот СССР. В 1931 году он окончил Объединённую школу младших специалистов Морских сил Чёрного моря в Севастополе. С мая 1931 года служил радистом на крейсере «Коминтерн», в ноябре переведён на береговую радиостанцию. В декабре 1931 года его направили учиться на лётчика. В 1933 году окончил Ленинградскую военно-теоретическую школу лётчиков, в 1935 году — Военную школу лётчиков морской и сухопутной авиации имени И. В. Сталина. В 1932 году вступил в ВКП(б).
С февраля 1935 года служил в ВВС Тихоокеанского флота: младший лётчик 55-й отдельной эскадрильи, с января 1936 — младший лётчик 22-й отдельной эскадрильи, с декабря 1937 — командир звена 53-й отдельной эскадрильи, с мая 1938 — лётчик-инструктор по технике пилотирования и теории полёта в 34-м бомбардировочном авиационном полку ВМФ, с декабря 1940 — командир эскадрильи там же, а с апреля 1941 года был заместителем командира этого полка. С апреля 1942 года являлся исполняющим должность командира 4-го минно-торпедного авиационного полка ВВС ТОФ. 
В декабре 1942 года его направили на учёбу и в июне 1943 года Кузнецов окончил Курсы усовершенствования начальствующего состава ВВС ВМФ. После их окончания получил назначение на штабную должность старшего инспектора-лётчика лётной инспекции Управления боевой подготовки и формирований Главного управления ВВС ВМФ. Очень стремился попасть на фронт, подавал многочисленные рапорты и дошёл с своими просьбами до командующего авиацией ВМФ С. Ф. Жаворонкова. В конце концов, добился своего, получив приказ сформировать новый авиационный полк.
С октября 1943 года — участник Великой Отечественной войны, будучи назначен командиром формирующегося 51-го минно-торпедного авиационного полка. Полк входил в состав действующего Балтийского флота, поэтому с этого времени исчисляется его участие в войне. Фактически же к боевой работе полк приступил в начале июня 1944 года, до этого времени осуществляя формирование, получение самолётов, освоение их личным составом и боевой слаживание на аэродромах Новая Ладога, Приютино. Под его руководством полк освоил полученные по ленд-лизу американские торпедоносцы А-20 «Бостон».
Первый боевой вылет совершил 13 июня 1944 года. Однако командование флота осталось недовольно началом боевых действий полка и в июле (или в августе) 1944 года Кузнецова перевели с понижением на должность помощника командира по лётной подготовке и воздушному бою 1-го гвардейского минно-торпедного авиационного полка ВВС Балтийского флота. Первую победу одержал 22 августа 1944 года, потопив у Мемеля одиночный крупный транспорт.
К началу ноября 1944 года помощник по лётной подготовке и воздушному бою командира 1-го гвардейского минно-торпедного авиаполка 8-й минно-торпедной авиационной дивизии ВМФ ВВС Балтийского флота гвардии майор Василий Кузнецов выполнил 16 боевых вылетов, их которых 2 на постановку морских минных заграждений и 1 на бомбардировку финской военно-морской базы Котка, все прочие — на поиск и торпедирование вражеских кораблей. Лично потопил 4 транспорта общим водоизменением в 24000 тн. 
Указом Президиума Верховного Совета СССР от 6 марта 1945 года за «образцовое выполнение боевых заданий командования на фронте борьбы с немецко-фашистскими захватчиками и проявленные при этом отвагу и геройство» гвардии майору Василию Михайловичу Кузнецову присвоено звание Героя Советского Союза с вручением ордена Ленина и медали «Золотая Звезда» за номером 5086.
В январе 1945 года после перевода на другую должность командира полка гвардии майора И. И. Борзова гвардии майор В. М. Кузнецов стал командиром 1-го гвардейского минно-торпедного авиаполка. К концу войны участвовал в потоплении 15 немецких кораблей. Обучил несколько десятков лётчиков-торпедоносцев, которые в совокупности потопили около 200 вражеских кораблей.
После окончания войны Кузнецов продолжил службу в ВМФ СССР, продолжая командовать тем же полком. С июня 1945 года служил в 5-м гвардейском минно-торпедном авиационном полку ВВС Черноморского флота, будучи помощником командира полка по лётной подготовке и воздушному бою, а с октября 1947 года заместителем командира полка — инспектором-лётчиком по технике пилотирования и теории полёта. В январе-ноябре 1949 года он учился на Высших офицерских лётно-тактических курсах авиации ВМС СССР (Рига) и окончил их. Затем служил на Северном флоте. С марта 1952 года — инспектор-лётчик по технике пилотирования и теории полёта 9-го гвардейского минно-торпедного авиационного полка ВВС Северного флота. В апреле 1954 года полковник В. И. Кузнецов уволен в запас. 
Проживал в Киеве. Умер 19 июля 1997 года, похоронен на Лесном кладбище Киева.

## Награды
- Герой Советского Союза (6.03.1945)
- Орден Ленина (6.03.1945)
- Четыре ордена Красного Знамени (24.10.1944, 26.11.1944, 31.01.1945, 15.11.1950)
- Орден Отечественной войны I степени (11.03.1985)
- Орден Красной Звезды (10.11.1945)
- Медаль «За боевые заслуги» (3.11.1944)
- Медаль «За оборону Ленинграда» (1944)
- Медаль «За взятие Кёнигсберга» (1945)
- Ряд других медалей СССР[6]